# San Sisto (Perugia)
San Sisto è una frazione del Comune di Perugia (PG) che conta 15 900 abitanti. Come per altre zone di Perugia, tra le quali Ponte San Giovanni, negli anni ha del tutto persa la discontinuità urbana che lo caratterizzava inizialmente: perciò, si è posto il dibattito sulla denominazione di "quartiere".
Il paese si adagia prevalentemente in pianura, a 280 m s.l.m., ai piedi del colle Lacugnano e attorno alla via Pievaiola. Esso è geograficamente situato a Sud-Ovest del centro di Perugia.
San Sisto è la sede della X circoscrizione del Comune di Perugia, che comprende anche le frazioni di Sant'Andrea delle Fratte, Santa Sabina, Lacugnano, Ponte della pietra, Casenuove e Prepo.

## Storia
A partire dall'XI secolo, le mappe del territorio che rappresentano la zona ovest di Perugia, lungo la via di comunicazione per Città della Pieve, riportano la presenza di due fortificazioni distinte, Sansoste e Sant'Andrea delle Fratte. Risale forse all'anno 1000 il castello ai piedi del monte Lacugnano, abitato dal feudatario locale, di cui ora rimangono poche rovine. Nel 1235, a Sansoste si accampò l'imperatore Federico II al ritorno dalle crociate, con l'intento di assediare Perugia. Fin dal 1337 esisteva, sul dosso della via Pievaiola, la chiesa di San Sisto del Monte di Lacugnano, di cui oggi rimangono alcune vestigia, come una campana del 1549 ed un affresco del 1300, raffigurante la Madonna con il Bambino, San Sisto e Santa Caterina da Siena di cui s'ignorava la presenza in quanto coperto da uno strato d'intonaco. Attualmente l'opera restaurata, riportata su tela, si trova all'interno della chiesina del 1300.

## Economia e manifestazioni
In tempi recenti, la storia di San Sisto si lega allo stabilimento Perugina, da quando nel 1963 esso venne trasferito dalla zona centrale di Perugia Fontivegge. A Sant'Andrea delle Fratte, inoltre, si trova il polo ospedaliero pubblico della città di Perugia (il più grande della regione Umbria).
San Sisto è nota nel circondario perugino per la Rassegna delle Sagre, manifestazione che si tiene in settembre e che accoglie le peculiarità e la gastronomia delle principali sagre estive che si svolgono in provincia di Perugia.  Altrettanto conosciuta è la Sfilata di Carnevale, con costumi e carri, che si svolge ogni anno a febbraio. Sulla spinta del Carnevale nei primi anni ottanta a San Sisto nascono ben sei rioni: Borgo Novo (che copre la zona più moderna); Viale San Sisto; La Torre; Il Cedro (nato nella zona Est); 'L Toppo (il più grande per estensione e che si sviluppa nella parte più vecchia) e Perugiadue (nato nei primi anni '80 intorno ad un centro commerciale).

## Monumenti e luoghi d'arte
- Castello di San Sisto (XI secolo);
- Castello di Sant'Andrea delle Fratte (XI secolo);
- Antico ponte sulla strada Settevalli;
- Cave di travertino e di pietra a S. Sabina e Lacugnano;

## Sport
- San Sisto 1966 A.S.D, Campionato Eccellenza Umbra
- A.S.D. San Sisto Volley

### Impianti sportivi
- Stadio comunale (calcio)
- Palazzetto dello sport (pallavolo e basket)
- Campo vecchio (Junior San Sisto)